# درة بيد (تيران وكرون)
درة بيد هي قرية في مقاطعة تيران وكرون، إيران. عدد سكان هذه القرية هو 1,497 في سنة 2006.